# Кременчук (аеропорт)
Аеропорт «Кременчу́к» (Велика Кохні́вка) (IATA: KHU) — аеропорт в Полтавській області України. Розташований за 5 км на північний схід від міста Кременчука. Аеродром належить Кременчуцькому льотному коледжу.

## Історія
У 1990-ті частина аеродрому передана приватній компанії. Зараз там розташований склад паливно-мастильних матеріалів. Сьогодні аеродром у Великій Кохнівці приймає вертольоти і невеликі літаки Ан-24 та Як-40.